# Nelson Carmichael
Nelson Carmichael (n. 19 noiembrie 1965, Columbus, Ohio, SUA) este un sportiv ce a reprezentat Statele Unite ale Americii, medaliat olimpic. A participat la o ediție a Jocurilor Olimpice (1992) în care a câștigat o medalie de bronz.

## Participări
Lista de mai jos prezintă principalele competiții la care a participat Nelson Carmichael de-a lungul carierei.
- freestyle skiing at the 1992 Winter Olympics – men's moguls[*]